# سایت باستان‌شناسی تیا
تیا (انگلیسی: Tiya) سایت باستان‌شناسی در مرکز اتیوپی است. این سایت در وردای سودو، در منطقه گوراجه از منطقه ملت‌ها، ملیت‌ها و مردمان جنوبی، جنوب آدیس آبابا واقع شده است. این سایت به‌خاطر ستون‌های سنگی بزرگش که بسیاری از آن‌ها تزئیناتی دارند، معروف است. این سایت باستان‌شناسی در سال ۱۹۸۰ به‌عنوان میراث جهانی معرفی شد، به دلیل طبیعت منحصربه‌فرد این بنای سنگی تک‌قطعه‌ای.

## نمای کلی
بر اساس گفته‌های ژوسوم (۱۹۹۵)، که کارهای باستان‌شناسی در تیا را هدایت کرده است، این سایت نسبتاً جدید است. این سایت به دوره‌ای بین قرن‌های ۱۱ تا ۱۳ میلادی نسبت داده شده است. تاریخ‌گذاری‌های بعدی ساخت استل‌ها را به زمانی بین قرن‌های ۱۰ تا ۱۵ میلادی نسبت می‌دهند. با این حال، ساخت سنگ‌افراشت‌ها در اتیوپی یک سنت بسیار قدیمی است که بسیاری از چنین بناهایی قبل از دوران مشترک ساخته شده‌اند.
سنگ‌افراشت یا سنگ یادبود در این سایت، که «۳۲ مورد از آن‌ها با نمادهای مبهم، به‌ویژه شمشیرها، حکاکی شده است»، احتمالاً نشان‌دهنده یک مجموعه دفن پیش‌تاریخی بزرگ است. یک گروه اتیوپی‌شناسی آلمانی در آوریل ۱۹۳۵ از این سایت بازدید کرد و در یک ساعت فاصله از کمپ کاروان، سنگ‌افراشت‌هایی با نماد شمشیر یافت که قبلاً توسط نوویل و پدر آزا دیده شده بود.
یافته‌های سطحی در تیا شامل مجموعه‌ای از ابزارهای دوره سنگ میانه (MSA) بود که از نظر فناوری مشابه ابزارهایی هستند که در سایت‌های گادموتا و کُلکولتی پیدا شده‌اند. به دلیل فرایند تولید منحصر به فردی که از آن به نام «ضربات ترانشه» یاد می‌شود، ابزارهای تیا ممکن است به همان دوره زمانی این دو سایت دیگر تعلق داشته باشند. علاوه بر این، کاوش‌های باستان‌شناسی در تیا مقبره‌هایی نیز به دست آورده‌اند.

## استل‌های گوراجه

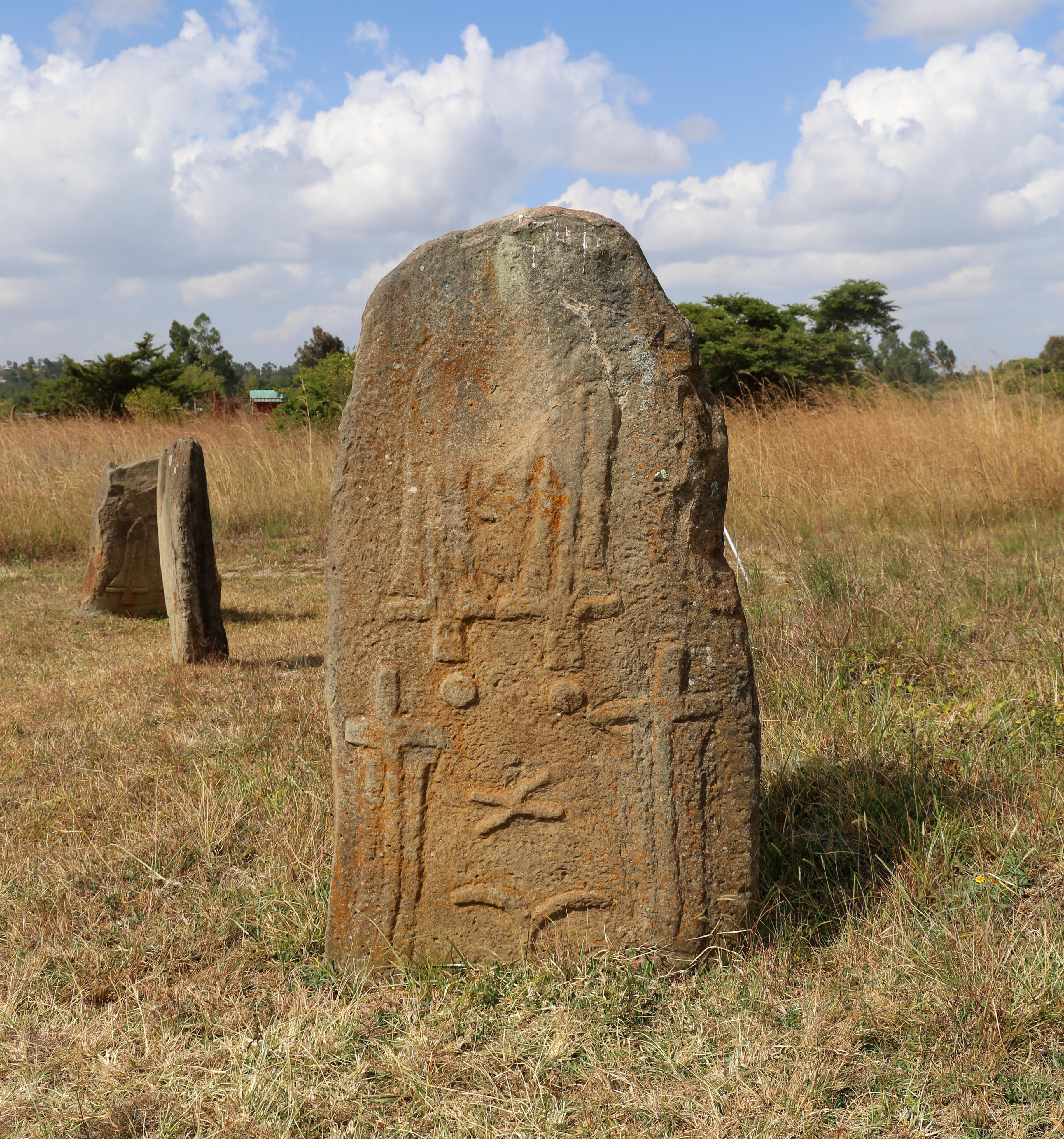
سنگ یادبود مردانه با شمشیرها

تیا یکی از نه سایت باستان‌شناسی خرسنگی در منطقه گوراجه است. تا سال ۱۹۹۷، ۱۱۸ استل در این منطقه گزارش شده بود. همراه با استل‌های موجود در شهرستان هادیا، این سازه‌ها توسط ساکنان محلی به نام «یگراغن دینگای» یا «سنگ گران» شناخته می‌شوند، که اشاره‌ای به امام احمد بن ابراهیم الغازی (احمد "گوری" یا "گران")، فرمانروای سلطنت عدل دارد.
استل‌های گوراجه از سه نوع مختلف هستند: استل‌های انسان‌نما با شکل‌های انسانی، استل‌های فحلی، و استل‌هایی که نه انسان‌نما هستند و نه فحلی. نوع استل‌های انسان‌نما و غیر انسان‌نما/غیر فحلی به شکل تخت بوده و تنها استل‌های این شکل در منطقه جنوبی اتیوپی هستند. بیشتر این استل‌ها، از جمله ۴۶ استل در تیا که بزرگ‌ترین آن‌ها هستند، همچنین دارای تزئینات پیچیده و متمایزی هستند. در میان این تزئینات، شمشیرها، نمادهای گیاهی و یک انسان ایستاده با دست‌های روی کمر وجود دارند. نمادهای گیاهی و شمشیری ممکن است روی یک استل دیده شوند. طراحی شمشیر احتمالاً از نوع محلی «گالا» است که توسط مردم اورومو ساخته شده است. علاوه بر این، سنگ‌افراشت‌های تیا اغلب نماد T شکل نیز دارند.
استل‌های تیا و سایر مناطق مرکزی اتیوپی مشابه استل‌های مسیر بین جیبوتی (شهر) و لویادا در جیبوتی هستند. در این ناحیه، تعدادی استل انسان‌نما و فحلی وجود دارد که با قبری به شکل مستطیل احاطه شده‌اند و از سنگ‌افراشت‌های عمودی در اطراف آن استفاده شده است. استل‌های جیبوتی-لویادا دارای تاریخ مشخصی نیستند و برخی از آن‌ها با نماد T شکلی مشابه تزئین شده‌اند.

## تحقیق
تحقیقات کمی در تیا انجام شده است و درک این نوع سایت‌ها از دیدگاه باستان‌شناسی با مشکلاتی روبه‌رو است. اولاً، تعیین هویت سازندگان سنگ‌افراشت‌ها فقط از طریق خود سنگ‌افراشت‌ها دشوار است. دوم، باستان‌شناسان بیشتر به بازسازی تاریخ‌های قومی از طریق روایت‌های شفاهی پرداخته‌اند، اما در بسیاری از موارد این اطلاعات در دسترس نیستند یا مفید نیستند.